# Файт, Андрей Андреевич
Андрей Андреевич Файт (в документах — Фейт; 16 [29] августа 1903, Нижний Новгород — 16 января 1976, Москва) — советский актёр театра и кино, заслуженный артист РСФСР (1950).

## Биография

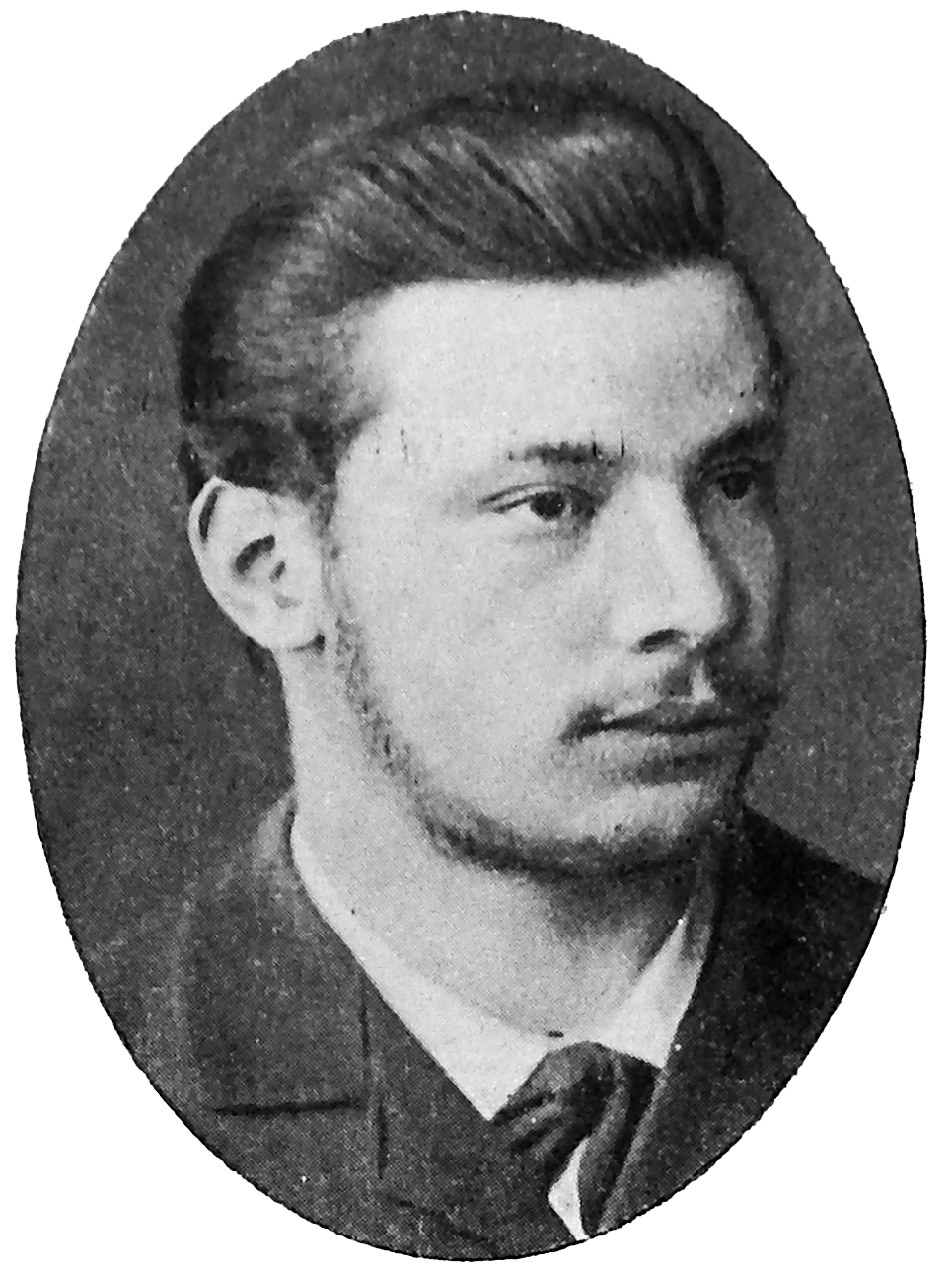
Андрей Юльевич Фейт

Родился в Нижнем Новгороде 16 (29) августа 1903 года в семье зубного врача Андрея Юльевича Фейта; мать — Анна Николаевна, урождённая Фрелих. Происходил из немецкого купеческого рода, переселившегося в Россию в 1812 году. Дед — Юлий Карлович Фейт, как и отец был врачом. Врачом был также его дядя Фёдор (Фридрих) Юльевич Фейт. Родной брат — инженер Николай Андреевич Фейт. Двоюродный брат — О. Н. Фрелих, с которым он некоторое время много сотрудничал. Двоюродные сестры — Татьяна и Нина.
В российских документах его фамилия писалась согласно традиционной российской транскрипции немецких имён и названий (Фейт). Но когда Андрей увлёкся искусством, он изменил гласную букву в своей фамилии на «а», что соответствует правильной транскрипции немецких дифтонгов -ei- и -ey-. Его отец, Андрей Юльевич Фейт (1864—1926), был врачом, активно занимался политикой, стоял у истоков организации «Группа народовольцев», был членом Центрального комитета партии эсеров, подвергался арестам, неоднократно был сослан в Восточную Сибирь, после Октября 1917 сотрудничал в Комитете помощи политссыльным и заключённым. Мать Андрея Файта, Анна Николаевна (1867—1929), активно помогала мужу и также преследовалась властями. Ожидая отца из читинской ссылки, семья провела несколько лет в Нижнем Новгороде, где, впоследствии, и родился второй сын Андрей.
Во время очередной ссылки в Нарымский край в 1905 году отцу Андрея Фейта удалось при помощи своих пациентов бежать во Францию. Вскоре за ним последовала и жена с сыновьями. Жили в русской колонии под Парижем, маленький Андрюша учился там же в лицее. Во время Первой мировой войны отец добровольно поехал на Верденский фронт в качестве врача французской армии. Там он организовал курсы сестёр милосердия. «За храбрость и самоотверженность, проявленные под неприятельским огнём», был награждён Военным крестом. Позже Анна Николаевна, мать Андрея, вместе с детьми вернулась в Москву, чуть позже к ним присоединился и Андрей Юльевич. Мать Андрея Файта до конца жизни проработала школьным санитарным врачом.
Андрей Файт начинал с Камерного кружка свободного искусства, называвшегося «Ке-Ке-Си». Все пять организаторов кружка писали стихи, рисовали картины, были актёрами, а Андрей был единственным, кто писал музыку.
В России Андрей учился в институте на инженера воздушного флота. Окончил Государственный институт кинематографии (1927), работал в Театре-студии киноактёра. В кино снимался с 1924 года (фильм «Особняк Голубиных») до конца жизни.
Ещё в молодости Файт издал свой сборник стихов «Каскады страсти». Приглашённый выступить в кружке первых имажинистов от лица «Ке-Ке-Си», Андрей познакомился с Мариенгофом, Шершеневичем, Кусиковым и Есениным.
А постановка любительской стихотворной пьесы одного из приятелей, Алёши Масленникова «Ковчег великолепных дегенератов» стала в каком-то смысле переломной — после неё Андрей Файт твёрдо решил, что будет актёром.
Запомнился как «главный злодей советского кино», непревзойдённый исполнитель ролей разнообразных антагонистов: от заграничных шпионов и вражеских офицеров до злых колдунов. Лишь под конец жизни снялся в главной роли положительного персонажа — в телефильме «Гончарный круг», сам актёр очень ценил эту роль и был признателен режиссёру за «режиссёрское мужество» дать ему эту роль.
До преклонных лет находился в прекрасной физической форме и многие трюковые сцены исполнял сам.

### Семья
С 1928 по 1930 год был женат на известной артистке Галине Кравченко.
Вторая жена — Мария Николаевна Брилинг, сын — кинорежиссёр Юлий Файт.
Скончался 16 января 1976 года на 73-м году жизни в Москве. Похоронен на Новодевичьем кладбище рядом с родителями.

## Фильмография
- 1924 — Особняк Голубиных — Азангулов (дебют)
- 1924 — Банда батьки Кныша — офицер
- 1925 — Броненосец «Потёмкин» — наборщик
- 1925 — Золотой запас — Мухранский
- 1925 — Луч смерти — агент
- 1926 — Бухта смерти — Алибеков / сотрудник контрразведки
- 1927 — Сар-Пигэ — Гарин, молодой помещик
- 1928 — Крытый фургон — князь Ольшанский
- 1928 — Ледяной дом — Гроснот
- 1928 — Прокажённая (к/м) — Игорь Каренин
- 1929 — Весёлая канарейка — Луговец
- 1929 — Два-Бульди-два — полковник
- 1930 — Саша — Пепельняк
- 1932 — Горизонт — офицер (нет в титрах)
- 1932 — Две встречи — ротмистр Фальк (нет в титрах)
- 1932 — Мёртвый дом — офицер (нет в титрах)
- 1933 — Великий утешитель — Бен Прайс
- 1933 — Окраина — пленный немец
- 1934 — Пышка — прусский офицер
- 1935 — Джульбарс — Керим
- 1935 — Золотое озеро — Урнай
- 1936 — Тринадцать — подполковник Скуратов
- 1937 — Глубокий рейд — лётчик имперской авиации (нет в титрах)
- 1938 — Болотные солдаты — Гармс
- 1938 — По щучьему веленью — Мухамед-ага
- 1939 — Высокая награда — официант
- 1939 — Минин и Пожарский — поляк (нет в титрах)
- 1940 — Гибель «Орла» — контрразведчик
- 1940 — Салават Юлаев — офицер
- 1940 — Сибиряки — Василий Васильевич, доктор
- 1940 — Случай в вулкане — капитан корабля
- 1941 — Боевой киносборник № 4 (новелла «Патриотка») — немецкий офицер
- 1941 — Морской ястреб — командир немецкой подлодки
- 1941 — Первопечатник Иван Фёдоров — Арнольф Линдсей, придворный лекарь (нет в титрах)
- 1942 — Железный ангел — немец
- 1942 — Лесные братья (новеллы «Лесные братья», «Смерть бати») — майор Пфуль, каратель
- 1942 — Юные партизаны (новелла «Учительница Карташова») — дядя Степан, партизан
- 1943 — Лермонтов — Алексей Александрович Столыпин, секундант Лермонтова
- 1944 — Малахов курган — эпизод (нет в титрах)
- 1945 — Золотая тропа — Фидженгорст-Шульце
- 1946 — Белый Клык — золотоискатель (нет в титрах)
- 1948 — Молодая гвардия — полковник абвера
- 1949 — Встреча на Эльбе — Шранк / Хельмут Краус
- 1949 — Звезда — Вернер (нет в титрах)
- 1949 — Сталинградская битва — немецкий офицер (нет в титрах)
- 1950 — Заговор обречённых — депутат парламента от социал-демократов  (нет в титрах)
- 1952 — Композитор Глинка — Джакомо Мейербер (нет в титрах)
- 1953 — Адмирал Ушаков
- 1955 — Крушение эмирата — английский агент Пейли / дервиш
- 1955 — Призраки покидают вершины — Кортец
- 1956 — Урок истории — Зак, защитник
- 1957 — Лично известен — немецкий инспектор (нет в титрах)
- 1958 — Идиот — человек из свиты Рогожина
- 1958 — Лавина с гор — Дышинский
- 1958 — На дальних берегах — Мазелли
- 1959 — Любой ценой — Карл
- 1959 — Первый день мира — старик-немец
- 1959 — Тайна крепости — Гей Гез Коса
- 1960 — Северная повесть — Жак Пинер
- 1960 — Сильнее урагана — капитан Краус
- 1961 — Мир входящему — старик-серб
- 1962 — Звёздочка (киноальманах). Новелла «Киевская соната» — немецко-фашистский оккупант
- 1963 — Выстрел в тумане — мистер Грин, полковник контрразведки СССР
- 1963 — Королевство кривых зеркал — Нушрок
- 1964 — Казнены на рассвете — генерал
- 1964 — Москва — Генуя — король Италии Виктор Эммануил III
- 1964 — Пока фронт в обороне — батальонный комиссар Попов
- 1965 — Иностранка — посол
- 1965 — Эскадра уходит на запад — генерал д'Ансельм
- 1966 — Волшебная лампа Аладдина — Магрибский колдун
- 1967 — Сильные духом — граф Гран
- 1967 — Огонь, вода и… медные трубы — чёрный мудрец
- 1968 — Бриллиантовая рука — продавец лотерейных билетов / посетитель ресторана «Плакучая ива»
- 1968 — Конец «Сатурна» — начальник штаба группы немецких армий «Центр»
- 1969 — Жизнь, ставшая легендой — Роллинс
- 1969 — Колония Ланфиер — Ланфиер
- 1969 — Старый дом — Никита, лакей
- 1971 — Корона Российской империи, или Снова неуловимые — мсье Дюк
- 1971 — Остров сокровищ — Слепой Пью, пират
- 1972 — Неизвестный, которого знали все
- 1972 — Приваловские миллионы — Игнатий Львович Ляховский
- 1973 — Гончарный круг — мастер Болотников
- 1973 — Совсем пропащий — Гарви Уилкс
- 1975 — Бегство мистера Мак-Кинли — учёный (нет в титрах)
- 1976 — Русалочка
- 1976 — Сказ про то, как царь Пётр арапа женил — аббат